# Meritxell Colell Aparicio
Pour les articles homonymes, voir Colell.
Meritxell Colell Aparicio, née à Barcelone en 1983, est une réalisatrice de cinéma espagnole.

## Biographie
Elle est diplômée en communication audiovisuelle de l'Université Pompeu Fabra à Barcelone. Elle travaille comme monteuse de longs métrages. Elle poursuit ses études de cinéma à l'Université de Buenos Aires.
Depuis 2007, elle réalise des documentaires, notamment pour la Fondation Joan-Miró. Elle enseigne également le cinéma. Elle fait partie du projet d'éducation cinématographique Cinema in Progress, auquel participent également Carla Simón, Jonás Trueba et Mercedes Álvarez.
En 2018, elle réalise son premier long métrage de fiction, Face au vent. Ce film est présenté en compétition à la Berlinale 2018 dans la section Forum. Elle retrouve la chorégraphe Mónica García dans le film Duo en 2022.
Meritxell Colell Aparicio fait partie de la nouvelle génération de réalisatrice espagnole. Elle est sélectionnée par la Cinéfondation pour présenter son film à L'Atelier au festival de Cannes.

## Films
- 2022 : Duo, Polar Star Film
- 2018 : Face au vent (Con el viento), 108 min, Polar Star Film
- 2014 : Arquitecturas en silencio, dialogue entre Antoni Bonet et Le Corbusier, documentaire
- 2008 : Remembering Buenos Aires, documentaire
- 2006 : Manuscrit a la ciutat, documentaire
- 2005 : Barcelona-París-Barcelona, documentaire